# Claude-Marie-Mécène Marié de L'Isle
Claude-Marie-Mécène Marié de l'Isle est un musicien et un chanteur d'opéra français, né le 22 mai 1811 à Château-Chinon et décédé le 14 août 1879 à Compiègne.

## Biographie
Il gagne le premier prix de contrebasse au conservatoire en 1830, et commence sa carrière de ténor dans un chœur à l'Opéra-Comique à Paris. Il fait ses débuts comme chanteur d'opéra à Metz dans le rôle de Raoul dans Les Huguenots de Meyerbeer en 1838. L'année suivante, il interprète au théâtre national de l'Opéra-Comique, le rôle d'Albert dans La Symphonie de Louis Clapisson. En 1840, il crée le rôle de Tonio lors de la première mondiale de La Fille du régiment de Donizetti.
Marié quitte l'Opéra-Comique en 1841 pour rejoindre le groupe de ténors de l'Opéra national de Paris. Il y reste jusqu'en 1844 chantant des rôles comme celui d'Eléazar dans La Juive, de Max dans Der Freischütz, d'Arnold dans Guillaume Tell, de Raoul, de Fernand dans La Favorite et dans le rôle-titre dans Robert le diable.
Il commence à avoir des problèmes vocaux dans les registres aigus au milieu des années 1840 et décide de recycler sa voix en baryton. De 1845 à 1848, il chante ses premiers rôles de baryton à La Monnaie et dans des opéras en Italie.
En 1848, Marié retourne à l'Opéra National de Paris où il termine sa carrière. Il chante le rôle-titre dans Guillaume Tell, Nevers dans Les Huguenots, Alphonse dans La Favorite et Raimbaud dans Le Comte Ory. En 1851, il interprète le rôle d'Alcée lors de la création de Sapho de Gounod. En 1855, il chante le rôle de Robert lors de la création des Vêpres siciliennes de Verdi. En 1862, il chante le rôle de Phanor lors de la création de La Reine de Saba de Gounod.
Vers 1860, il devient le chef d'orchestre au Café Charles à Paris.
Marié se retire partiellement de la scène en 1864 et joue occasionnellement jusqu'en 1879. Il est également professeur de chant à partir de 1864 et ce jusqu'à son décès. Ces élèves incluent ses trois filles, en particulier Célestine Galli-Marié, qui crée le rôle de Carmen lors de la création de cet opéra de Bizet.